# Pasionaria
Il termine pasionaria è un appellativo riferito solitamente a personaggi di sesso femminile particolarmente impegnati in attività politiche o ideologiche. In origine fu utilizzato da Dolores Ibárruri, attivista spagnola, come pseudonimo.

## Storia
In lingua spagnola il termine può designare diversi tipi di fiore, tra cui la Passiflora (fiore della passione). La prima ad adottare questo soprannome fu, come già detto, Dolores Ibárruri, ma in seguito il termine ha assunto un significato più ampio, arrivando a definire generalmente una donna legata a una causa o a un pensiero ideologico. Specialmente in ambito giornalistico e letterario l'appellativo è stato attribuito a svariate figure femminili, relativamente a iniziative politiche o sociali (per esempio, donne a capo di movimenti sindacali).

## Alcuni esempi di personaggi
- Fulvia, moglie del triumviro della Repubblica romana Marco Antonio e partecipò alla guerra civile tra il marito e Ottaviano, che sarebbe poi divenuto il primo imperatore romano, Augusto.[2]
- Dolores Ibárruri, politica, attivista e antifascista spagnola, segretaria generale (1942-1960) e poi presidente del PCE (1960-1989), e membro del parlamento spagnolo prima della dittatura franchista (1939) e dopo il ritorno della Spagna alla democrazia (1977-1979).[3]
- Mara Malavenda, una sindacalista e politica italiana, già deputata alla Camera dei deputati.[4]
- Eva Klotz, una politica italiana, che porta avanti la causa di autodeterminazione della maggioranza di lingua tedesca della provincia autonoma di Bolzano, nonché la secessione dell'Alto Adige dall'Italia e la sua annessione all'Austria.[5][6]
- Maguy Marin, una coreografa e ballerina francese anche soprannominata come la "pasionaria della danza".[7]
- Carlotta Guareschi, figlia dello scrittore e giornalista Giovannino Guareschi. Nel suo libro Corrierino delle famiglie, infatti, sua figlia Carlotta viene soprannominata la "Pasionaria" per il suo carattere rivoluzionario e carismatico.[8]